# Dabruń
Dabruń (biał. Дабрунь; ros. Добрунь, Dobruń) – wieś na Białorusi, w obwodzie witebskim, w rejonie dokszyckim, w sielsowiecie Biehomla. W 2009 roku liczyła 17 mieszkańców.